# Tegan West
Tegan West (n. 26 aprilie 1959, California, SUA) este un actor și scriitor american care a lucrat în televiziune, teatru și film, cel mai bine cunoscut pentru filmele Grace of My Heart, Sleep with Me, Spontaneous Combustion și Hamburger Hill. În televiziune a apărut în seriale ca Dosarele X, Viața la Casa Albă, Law &amp; Order și Cheers.